# Prix Jean Dumur
Der Prix Jean Dumur ist ein Schweizer Journalismuspreis, der seit 1987 verliehen wird. Er gilt als renommierter Preis und als die renommierteste, wichtigste und höchste Auszeichnung für journalistisches Arbeiten in der französischsprachigen Schweiz.
1986 gründeten mehrere Chefredakteure von Westschweizer Medien den Preis, der mit einer jährlichen Preissumme von 5000 Franken dotiert ist. Verliehen wird die Auszeichnung an Journalisten aus der Romandie, die sich durch journalistischen Mut, Recherche nach der Wahrheit, Unabhängigkeit und klarem Ausdruck auszeichnen. Die Jury setzt sich aus einem Dutzend anerkannter Medienschaffender der Romandie zusammen.
Der Preis ist dem Gedächtnis an den Schweizer Journalisten und Schriftsteller Jean Dumur gewidmet.

## Preisträger
- 1987: Roger de Diesbach
- 1988: Redaktion von Le Courrier
- 1989: Yves Lassueur
- 1990: Raymond Burki
- 1991: Dominique Roch
- 1992: Véronique Pasquier
- 1993: nicht vergeben
- 1994: Eric Hoesli
- 1995: Philippe Dahinde
- 1996: Christophe Büchi
- 1997: Daniel S. Miéville
- 2001: José Roy
- 2002: Jacques Houriet
- 2003: Alain Campiotti
- 1998: Jean-Philippe Buchs
- 1999: Frédéric Koller
- 2000: Béatrice Guelpa
- 2001: José Roy
- 2002: Jacques Houriet
- 2003: Alain Campiotti
- 2004: Malika Nedir
- 2005: Anna Lietti
- 2006: Redaktion von L’Hebdo
- 2007: Jean-Claude Péclet
- 2008: Sylvie Arsever
- 2009: Sendung Temps présent von Télévision suisse romande (TSR)
- 2010: Ludovic Rocchi
- 2011: Gaëtan Vannay
- 2013: François Pilet
- 2014: Marie Parvex
- 2015: Sonia Zoran
- 2016: Patrick Oberli
- 2017: Camille Krafft
- 2018: Sophie Roselli
- 2019: Anne-Frédérique Widmann
- 2020: Richard Werly
- 2021: Redaktion von Le Nouvelliste
- 2022: Maurine Mercier[5]
- 2023: Fati Mansour
- 2024: Isabelle Ducret